# Stictocladius calonotus
Stictocladius calonotus är en tvåvingeart som först beskrevs av Edwards 1931.  Stictocladius calonotus ingår i släktet Stictocladius och familjen fjädermyggor. Inga underarter finns listade i Catalogue of Life.